# ELTE Bárczi Gusztáv Gyakorló Általános Iskola
Az ELTE Bárczi Gusztáv Gyakorló Általános Iskola az Eötvös Loránd Tudományegyetem egyik gyakorlóiskolája Budapesten. A tanárjelöltek gyakorlati képzésén túl a beszédsérült, valamint különböző tanulási zavarokkal küzdő és tanulásban akadályozott gyermekek oktatásának és nevelésének ellátásával is foglalkozik.

## Története
Az 1970-es években a magyar gyógypedagógia jelentős átalakuláson ment keresztül, ennek részeként fejlődésnek indult a speciális nevelési-oktatási intézményhálózat. Az akkori Bárczi Gusztáv Gyógypedagógiai Tanárképző Főiskola főigazgatója, Illyésné dr. Kozmutza Flóra, kezdeményezte egy új típusú gyógypedagógiai intézmény létrehozását. 
Az épületkomplexum alapkövét 1975 októberében helyezték el, 1981-re pedig a kollégiummal készültek el, a Gyógypedagógiai Pszichológiai Intézettel, valamint három gyakorló intézménnyel: a Gyakorló Iskolával (a mai Bárczi Gusztáv Gyakorló Általános Iskola és Gyógypedagógiai Módszertani Intézmény), a Gyakorló Gyógypedagógiai Óvodával és a Gyakorló Beszédjavító Intézettel (működése jelenleg meghatározatlan ideig fel van függesztve).
A gyakorló iskola létrehozásának célja nem más volt, mint hogy a főiskola rendelkezzen egy szervezetileg hozzá tartozó intézménnyel, amely alkalmas a hallgatók képzésének támogatására. Így 1981. szeptember 1-jén megnyitotta kapuit a Bárczi Gusztáv Gyógypedagógiai Tanárképző Főiskola gyakorló iskolája. Az intézmény tanárai a kezdettől fogva részt vettek a gyógypedagógiai szakmai munkában, hiszen az oktató, nevelő feladatok mellett olyan elméleti és gyakorlati műhelyt alakítottak ki, mely a magyar gyógypedagógiai hagyatékot kiemelkedő értékekkel gazdagította (könyvek/ tankönyvek/ jegyzetek írása, előadások tartása, valamint főiskolai hallgatók elméleti és gyakorlati képzése).
A Bárczi Gusztáv Gyógypedagógiai Tanárképző Főiskola 2000-ben beolvadt az Eötvös Loránd Tudományegyetembe, így az intézmény az egyetem részeként működött, de továbbra is a közoktatás rendszerében, mint gyógypedagógiai-nevelési- oktatási intézmény. A VII. kerületi intézmények felkérésének eleget téve az intézmény módszertani feladatokat is vállalt, többek között a VII. kerületi óvodák és iskolák szakmai támogatását, valamint a fogyatékos gyermekek integrációjának segítését.
A 2000-es évek elején egyre nagyobb igény mutatkozott a beszédfogyatékos gyermekek speciális iskolai ellátására, ezért a gyakorló iskola logopédiai tagozatot hozott létre. Az első logopédiai osztály a 2004/2005-ös tanévben indult el.

## Neves tanárai
- Papházy Éva
- Tölgyszéky Papp Gyuláné